# Presidente da Generalidade Valenciana
O Presidente da Generalidade Valenciana (President de la Generalitat, na sua forma oficial em valenciano) ostenta a mais alta representação da Comunidade Valenciana, sendo simultaneamente o chefe do Conselho da Generalidade Valenciana, eleito mediante sufrágio indireto pelas Cortes Valencianas e, como tal, representante ordinário do Estado Espanhol na Comunidade Valenciana.
Depois da sua eleição, segundo a regulamentação do Estatuto de Autonomia da Comunidade Valenciana e das Cortes Valencianas, o presidente tem a liberdade de eleger um novo conselho e os seus respetivos conselheiros, que devem prometer ou jurar o Estatuto e a Constituição de modo a tomarem posse dos seus respetivos cargos. Desde 2006, e como a mais alta representação da Generalidade Valenciana, é quem deve convocar as eleições às Cortes Valencianas.
Os/as presidentes e ex-presidentes da Generalidade recebem o tratamento de «Molt Honorable Senyor/a» (Muito Honorável Senhor/a).
Atualmente, e desde 27 de junho de 2015, o cargo é ocupado por Joaquim Puig Ferrer, líder do PSPV-PSOE.